# Barrering
Barrering var, den är numera förbjuden,  en träningsmetod inom ridsporten där hästen tillfogades smärta i syfte att få den att hoppa högre eller försiktigare eller att få den att lyfta bättre på benen vid hopp över hinder. Benämningen barrering härleds ur ordet barr, en ribba av trä eller stål som lades på toppen av ett hinder som hästen skulle hoppa över. Metoden förekommer inom banhoppning, men är förbjuden och klassad som djurplågeri i internationella sammanhang och i de flesta nationer.
Smärtan kan tillfogas genom en aktiv eller passiv handling av ryttaren och tränaren till exempel genom att:
- lägga hästen fel
- ha spik eller nubb i hästens benskydd så att om den slår i hindret gör det ont.
- slå med en pinne på benen under språnget.
- sätta på för tunga benskydd.
- ge kemisk barrering när man stryker på diverse substanser som gör att huden på hästens ben blir mycket känslig för beröring till exempel genom att gnugga på bensin med en stålborste.
- ge elektrisk barrering som ger stötar på hästens ben.